# Papanasam
Papanasam (en tamoul : பாபநாசம்) est une ville située dans le district de Thanjavur, non loin de Kumbakonam, dans l'État indien du Tamil Nadu.

## Géographie
La ville est située dans le delta de la Kaveri, à 25 km de Tanjore et à 15 km de Kumbakonam et est baignée par quatre cours d'eau, le fleuve Cauvery et les rivières Thirumalairajan (en), Arasalar (en) et Kudamurutti (en), qui sont des défluents du premier. Elle est administrativement un nagar panchayat.

## Résidents notables
- Papanasam Sivan (en) (1890-1973) compositeur de musique carnatique et chanteur ;
- U. V. Swaminatha Iyer (en) (1855-1942), érudit et chercheur tamoul ;
- G. K. Moopanar (en) (1931-2001), leader du Congrès national, parlementaire et philanthrope ;
- Ravi Shankar (1956-), gurû ;
- V. N. Janaki, actrice et personnalité politique.